# 德米特里·日洛巴
德米特里·彼得洛维奇·日洛巴（俄语：Дмитрий Петрович Жлоба，1887年6月3日—1938年6月10日），苏联军官。
出生在俄罗斯帝国的基辅（今属乌克兰）。在1905年俄国革命中，他是尼古拉耶夫的工人武装分遣队的成员。1916年，因参与反政府罢工，被逮捕送往一战前线参军。1917年十月革命期间，他是莫斯科苏维埃的成员，率领赤卫队对抗占据克里姆林宫的士官生。1917年，被派往顿巴斯担任战争人民委员。在那里他组建了矿工的赤卫队，在基辅和罗斯托夫作战。1918年5月，被派往高加索前线，参加俄国内战。在1918年10月的察里津战役中，他率领“钢铁师”驰援在察里津，从后方突袭了彼得·克拉斯诺夫率领的白军，取得察里津战役的胜利。1919年至1920年，他先后率领一个骑兵旅和第一骑兵军，与安东·邓尼金和彼得·弗兰格尔的白军作战。1921年2月，率领红军第十一军下的第十八骑兵师，参加对格鲁吉亚的战争，因功获得红旗勋章。1922年起，在北高加索服役。1938年，在斯大林发动的大清洗中被处决。